# حصن الجبوب (دوعن)
'

تعديل مصدري - تعديل

حصن الجبوب هي إحدى قرى عزلة صيف بمديرية دوعن التابعة لمحافظة حضرموت، بلغ تعداد سكانها 107 نسمة حسب تعداد اليمن لعام 2004.